# Biesenhof
Biesenhof is een gesloten carréboerderij gelegen in de Nederlandse gemeente Sittard-Geleen. De Biesenhof ligt aan de voet van het dorp Sweikhuizen onderaan de Sweikhuizerberg midden in  de moerassige weilanden van het beekdal op de westelijke oever van de Geleenbeek.
De landerijen die tot de hoeve behoorden bevonden zich vooral ten westen van de beek tussen Ten Eijsden en Neerbeek. Ten oosten van de Geleenbeek lag de Biesenbergh: de akkerlanden op de heuvel behoorden tot de Biesenhof.

## Geschiedenis
De vroegste vermelding Biesenhof stamt uit 1259. In dat jaar werd een stuk landbouwgrond met huis verkocht door vrouwe Aleidis als weduwe van Willem van Beekhoven, de voogd van Beek aan de Duitse Orde ook wel Teutoonse Orde genoemd, die er een commanderij ofwel ridderhuis vestigde. Deze commanderij Kleine Biesen was onderhorig aan de landcommanderij Alden Biesen, gelegen in het huidige Belgisch-Limburgse Rijkhoven, Bilzen in België.
Deze Kleine Biesen ofwel Biesenhof functioneerde tot 1468 als ridderhuis, de plek waar de commandeur verbleef en zijn ridders aanstuurde. Naast de functie van ridderhuis had de Biesenhof ook een agrarische functie. Toen in 1468 de commanderijfunctie werd beëindigd, werd de Biesenhof een pachthoeve en verpacht aan halfwinners die de helft van hun oogst aan de Duitse Orde moesten afstaan.
In 1624 brandde de hoeve af en werd later herbouwd in de huidige vorm. Van de oorspronkelijke gebouwen resteert niets meer.
In 1795 werd de Biesenhof door de Franse bezetters  inclusief landerijen  als "geestelijk goed"  geconfisqueerd en aan particulieren verkocht. De hoeve was tot 1804 in bezit van Werner Joseph Wulff van Hoensbroek die het in dat jaar doorverkocht aan de familie Schoenmakers die het woonhuis in 1815 geschikt maakte voor dubbele bewoning. Tussen 1810 en 1817 woonden Jan Balthasar Schoenmakers met zijn vrouw in de Biesenhof.
Staande op de binnenplaats van de huidige Biesenhof is de scheiding van de woonfunctie goed te zien. Rond 1830 werd de Biesenhof bewoond door de familie Jan Willem Erkens. Zijn dochter zou rond 1850 trouwen met Jan Willem Ramakers (geb. 1820 te Schinnen), de stichter van het atelier voor kerkelijke kunst J.W. Ramakers en Zonen te Geleen.
Martin Joseph Schoenmakers kwam rond 1860 op de hoeve wonen en nam de bedrijfsvoering van bijbehorende uitgebreide landerijen in eigen hand, geassisteerd door een rentmeester. In 1864 wordt het voetpad tussen Geleen en Sweikhuizen, dat over de binnenhof liep, verlegd naar de noordkant van de grote noordelijke schuur. Omstreeks 1880 was de Biesenhof weer een pachthoeve die in 1889 werd gekocht door notaris Russel uit Geleen. De laatste pachter en van 1925 laatste eigenaar van deze boerderij was de familie Peters. In 1975 liet men wegens instortingsgevaar het dak van de noordelijke schuur gecontroleerd instorten.
In 2004 vertrok de laatste inwoner en in 2006 werd gestart met een grootschalige restauratie van deze geschiedenisrijke hoeve. 
Na afronding van de restauratie heeft de Biesenhof een horecafunctie gekregen en heeft thans een functie in het netwerk van wandelwegen in het Landschapspark de Graven. De Biesenhof is hedendaags een locatie met bruiloften, zakelijke events, B&B en restaurant met terras en speelweide.

## Galerij

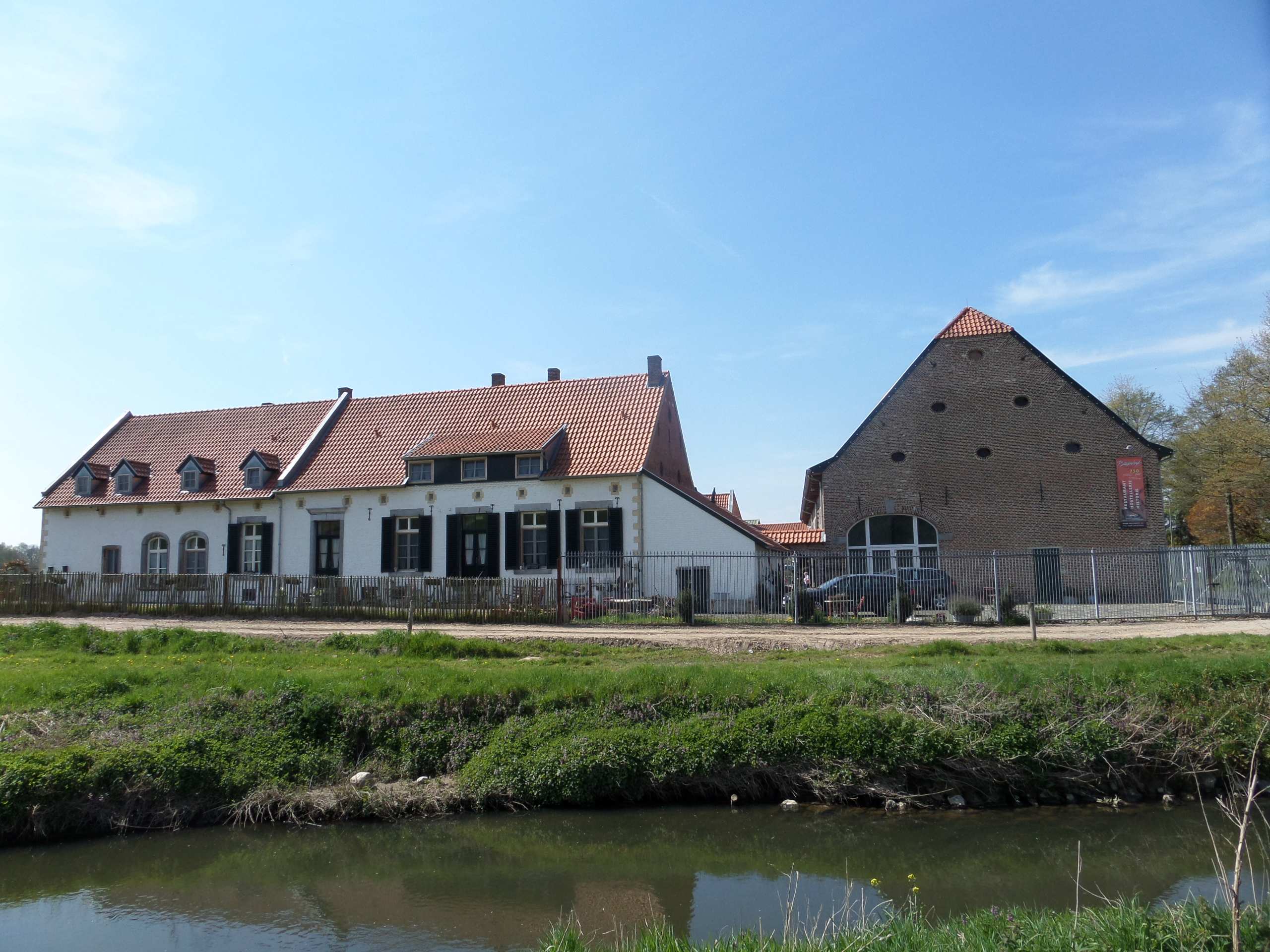
Oostgevel
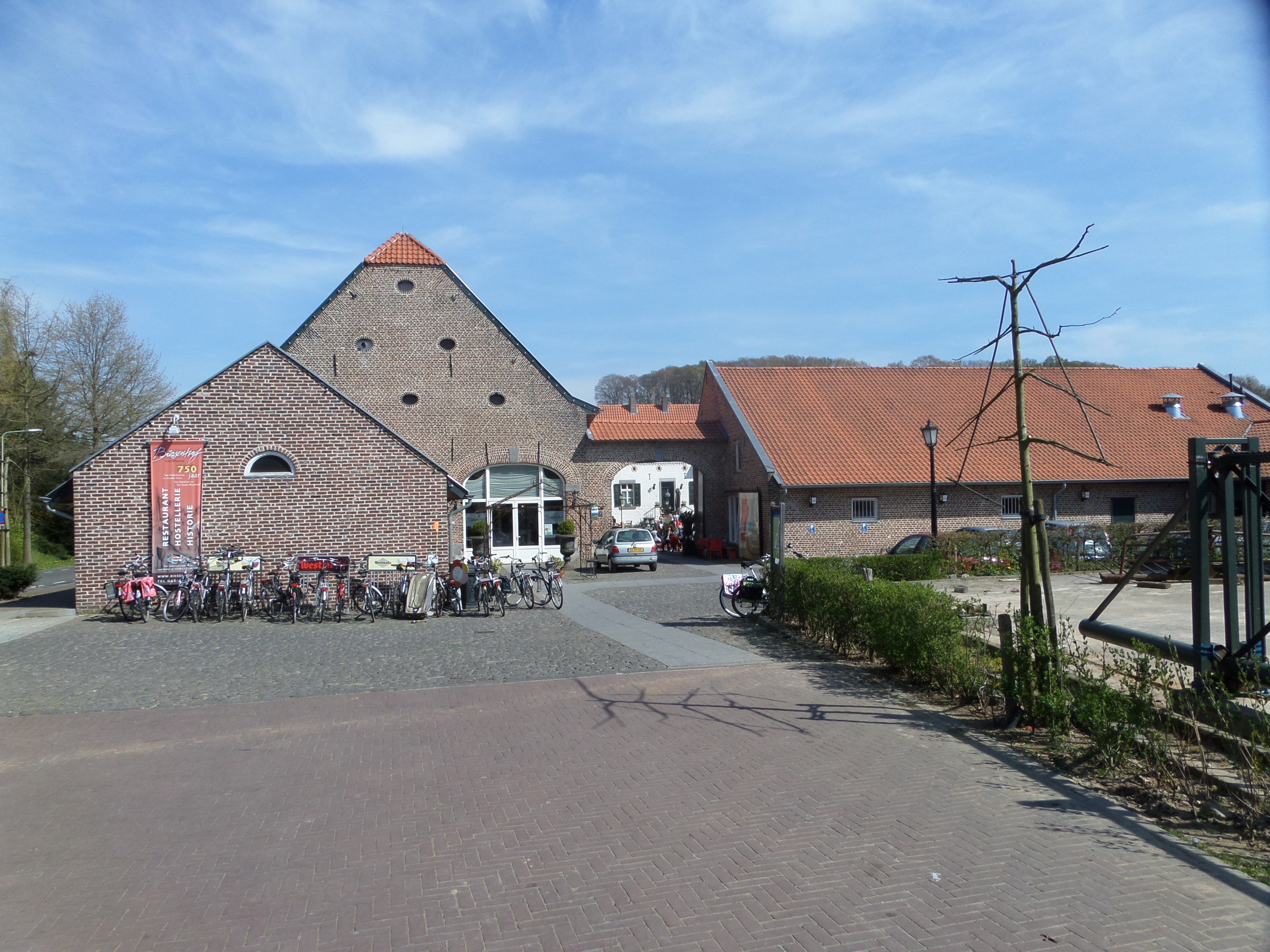
Westgevel
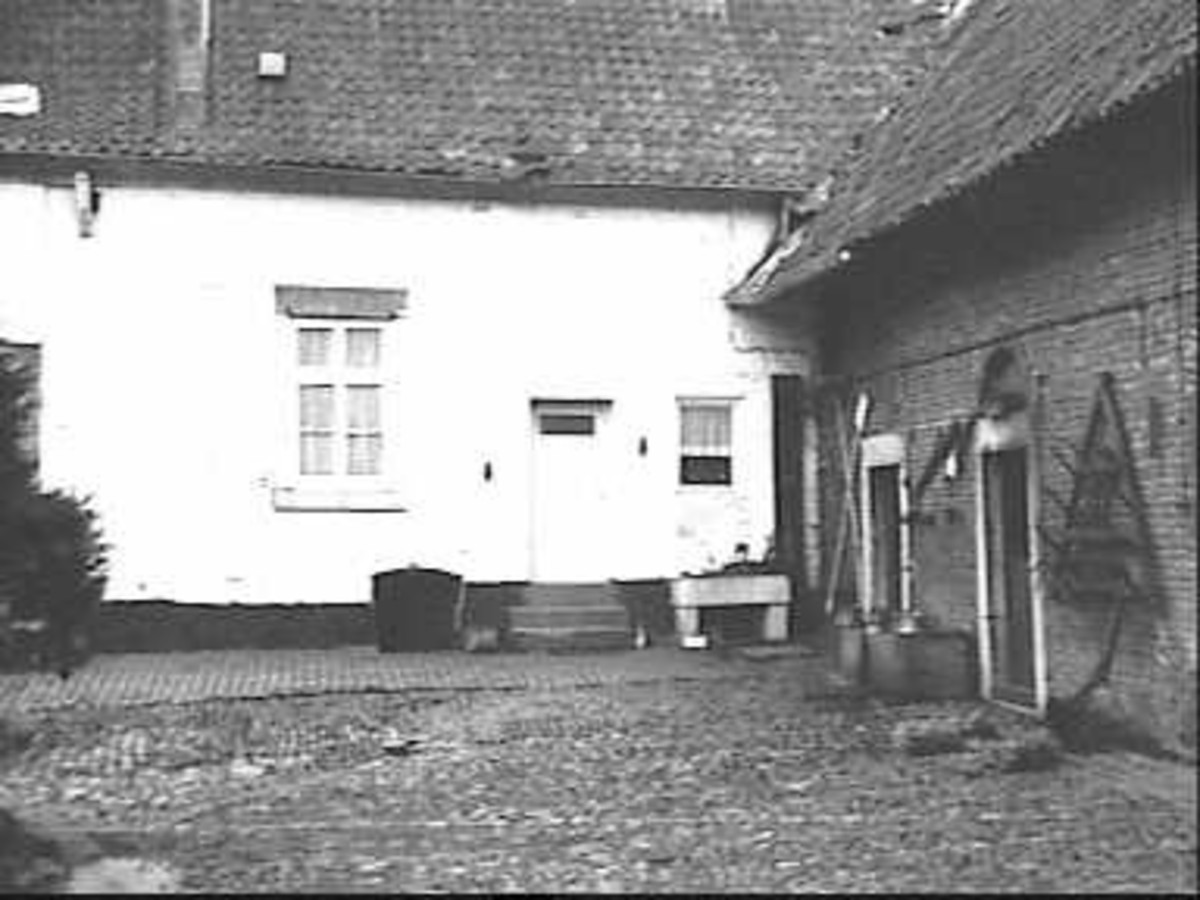
Binnenplaats anno 1976